# Božidar Žlender
Božidar Žlender, slovenski biolog, strokovnjak za tehnologijo, živil, * 25. december 1948, Ljubljana.
Diplomiral je 1972 na ljubljanski BF in prav tam 1982 tudi doktoriral, tu se je 1973 tudi zaposlil in predaval, od 2004 kot redni profesor. V raziskovalnem delu se je posvetil raziskavam kakovosti in tehnologiji predelave mesa, ter gotovih jedi, posebej še vplivom t. i. predsmrtnih in posmrtnih dejavnikov na kemijske, fizikalne in senzorične kakovostne parametre. Na oddelku za živilstvo ljubljanske BF je organiziral laboratorij za računalniško vodeno senzorično analizo živil. 
Po upokojitvi  je bil imenovan za zaslužnega profesorja Univerze v Ljubljani.